# Tomás Guerra
Tomás Guerra (ur. 26 listopada 1992) – chilijski lekkoatleta specjalizujący się w rzucie oszczepem.
Finalista mistrzostw świata juniorów młodszych z Bressanone oraz brązowy medalista mistrzostw Ameryki Południowej juniorów z São Paulo (2009). W 2010 zdobył brąz młodzieżowych mistrzostw Ameryki Południowej oraz podczas mistrzostw świata juniorów nie zaliczył żadnej mierzonej próby w eliminacjach. Na początku sezonu 2011 zajął ósme miejsce w mistrzostwach Ameryki Południowej, a później był czwarty na mistrzostwach panamerykańskich w kategorii juniorów oraz zdobył srebro mistrzostw Ameryki Południowej juniorów. W 2012 został młodzieżowym wicemistrzem Ameryki Południowej. 
Rekord życiowy: 74,63 (28 marca 2015, Tuscaloosa).

## Osiągnięcia
| Rok  | Impreza                                     | Miejsce          | Pozycja           | Wynik |
| ---- | ------------------------------------------- | ---------------- | ----------------- | ----- |
| 2009 | Mistrzostwa świata juniorów młodszych       | Tyrol Południowy | 11. miejsce       | 60,55 |
| 2009 | Mistrzostwa Ameryki Południowej juniorów    | São Paulo        | 3. miejsce        | 64,70 |
| 2010 | Młodzieżowe mistrzostwa Ameryki Południowej | Medellín         | 2. miejsce        | 63,93 |
| 2010 | Mistrzostwa świata juniorów                 | Moncton          | el. –             | NM    |
| 2011 | Mistrzostwa Ameryki Południowej             | Buenos Aires     | 8. miejsce        | 66,51 |
| 2011 | Mistrzostwa panamerykańskie juniorów        | Miramar          | 4. miejsce        | 70,97 |
| 2011 | Mistrzostwa Ameryki Południowej juniorów    | Medellín         | 2. miejsce        | 70,99 |
| 2012 | Młodzieżowe mistrzostwa Ameryki Południowej | São Paulo        | 2. miejsce        | 71,30 |
| 2013 | Uniwersjada                                 | Kazań            | el. – 19. miejsce | 68,10 |
| 2014 | Igrzyska Ameryki Południowej                | Santiago         | 8. miejsce        | 70,55 |
| 2014 | Młodzieżowe mistrzostwa Ameryki Południowej | Montevideo       | 2. miejsce        | 70,00 |